# جول ماسينيه

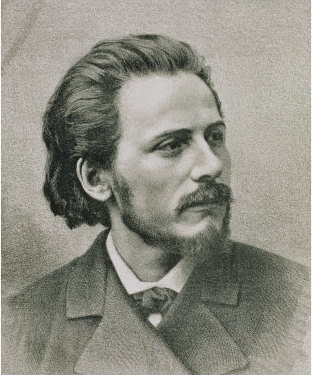
جول ماسينيه

جول ماسينيه بالإنجليزية Jules Massenet (و. 12 مايو 1842 – ت. 13 أغسطس 1912) مؤلف موسيقي فرنسي اشتهر بأوبراته.

## حياته
مع قدوم فاجنر كان رد فعل المؤلفين الفرنسيين أمثال فنسنت داندي وإرسنست شوسون وشابرييه بابتكار أوبراهم القوطية الواسعة التي عادة تصل لأكثر قليلا من الأعمال البطولية الأعمال التيوتونية بالملابس الفرنسية المبهرجة. جول ماسينيه أروع مؤلف موسيقي فرنسي غزير الإنتاج في القرن التاسع عشر كتب الأوبرا، بديلا خلال إعادة تعريف التقليد الفرنسي الغنائي – تقليد جونو – في ضوء مبادرات فاجنر في الشكل الدرامي. لم يكن ماسينيه مهتما بالعمق بأي شكل، لكن القليل من المؤلفين لم يبتكرون هذه الأسطح الجذابة.

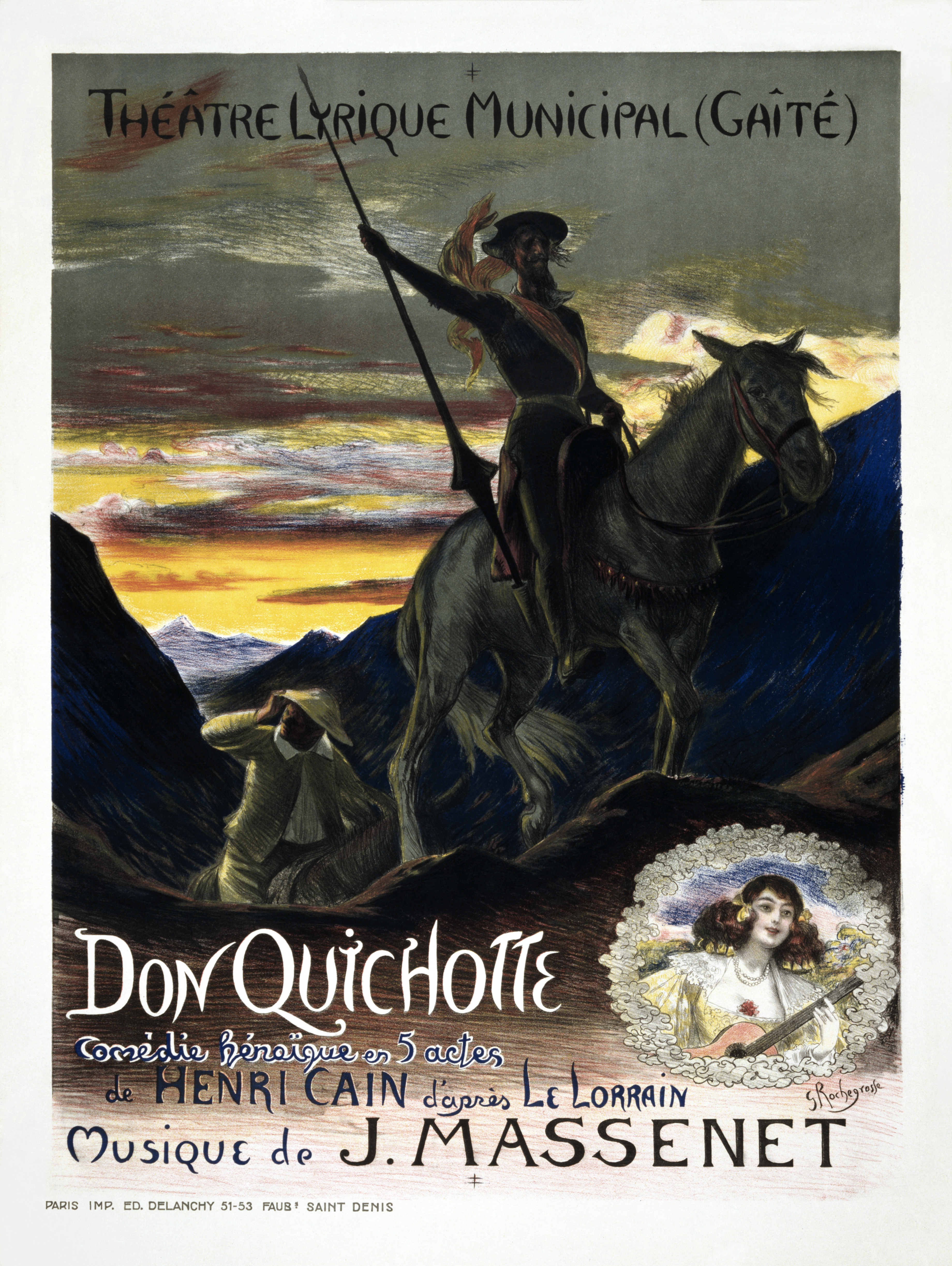
ملصق لجورج روشجروس لأوبرا دون كيشوت.

بعد الدراسة مع أمبروز توماس، فاز ماسينيه بجائزة روما عام 1863، ثم قضى ثلاث سنوات في إيطاليا، حيث زار ليست وتزوج. عرضت أول أوبراته عام 1867 وبعد مقاطعات من الحرب الفرانكو-بروسية، حقق أول نجاحه الكبير عام 1872 بعمل «سيزار دي بازان». تلا هذا عدة أشهر لاحقا خلال «ماريا ماجدالينا» الأكثر شعبية، وهو عمل «شهواني وديني زائف» على حد قول داندي. هذه الشهوانية إضافة إلى حب الشرف، لوّن معظم أعمال ماسينيه اللاحقة وكان ساخر صراحة تجاه الذوق الفرنسي تجاه الموضوعات الدينية، حيث أعلن: «لا أؤمن بكل هذا الهراء الديني لكن الجمهور يحبه ولابد أن يتفق مع الجمهور دائما».
عام 1881، بعد سلسلة من أعمال الأوراتوريو الجيدة التركيب، انتج «هيرودياد» وهو عمل يمكن رؤية ألحانه الحرة على تتوقع «بلياس» لديبوسي. نجاحه التالي «مانون» 1884، استخدم اللايتموتيف والآلات النحاسية الأثقل وهو تطور أدى لوصف المؤلف بأنه «آنسة فاجنر» وهي نكتة تسبب فيها جزئيا الحسد فقبل الآن كان أشهر مؤلف اوبرا في البلد. بعد «مانون» ابتكر ماسينيه ثلاثة أعمال ملحوظة وفاشلة «الرب» و«الساحر» و«نور العالم». لكن عام 1892 كتب رائعته «فارتر». أخذ استلهامه من «بارسيفال» لفاجنر و«آلام فارتر الشاب» لغوته هنا حقق ماسينيه عملا مؤثرا بصدق يتناقض مع الجدية الألمانية لشارلوت حب فارتر مع السحر الغالّي لصوفي – وفي شخص فارتر نفسه ابتكر اورع دور تينور له.
لوهلة أنتج ماسينيه أوبرات واقعية رغم كل شيء كانت الأوبرا الفرنسية «كارمن» بداية الأوبرا الواقعية، لكنه أخيرا استقر مرة أخرى في أسلوبه الطبيعي الموسيقى الخفيفة الغنائية. لكن معاصروه الأصغر سنا لم ينبهرون بفصاحته التي تسعد الجمهور – حقا كان كراهية ديبوسي لماسينيه ونجاحه الذي حققه دفعته لإكمال «بلياس ومليزاند» وهو عمل اختتم فشل ماسينيه. بعد «سافو» 1897 فقط «دون كيشوت» الذي أنتج في 1910 أحضر لماسينيه تذكرة بأمجاد الماضي، ومات وهو يشعر بالمرارة عند الاتجاه الذي كان في أيدي ديبوسي تأخذه الموسيقى الفرنسية الآن.

## موسيقاه

### مانون
المصدر لمانون لماسينيه هو نفس المصدر الذي استخدمه بوتشيني لثالث أوبرا له «مانون ليسكوت» للأب بريفوست. مثلما مع «فارتر» تتيح الحكاية فرص كثيرة للعاطفية الثرية – مانون المتواضع يهرب مع النبيل الشاب دي جريو، يتخلى عنه ويعود إليه بعد أن يضم إلى الكهنوتية في يأس يتهم بالدعارة وأنفيرا تموت بين ذراعي حبيبها. رغم أن ماسنيه لا يلجأ للإفراط في العواطف الذي نزعه بوتشيني من مصدره، أكثر موسيقاه تأثيرا نجدها من الخمسة فصول للمأساة المنغمة – ليس أقله المشهد الهام، حيث تتوسل مانون دي جريو لترك الكهنوتية وفي مشهد وفاة مانون. أقل درامية لكن أكثر عاطفية من فارتر هذه أوبرا مكتوبة بشكل جميل ومن كل البطلات مانون أكثرهن حيوية.

### فارتر
في «فارتر» ماسنيه حقق توازنا كبيرا بين الدراما والشخوص وجمال الصوت. معتمدا على رواية غوته، المأساة تعنى أساسا بمشاعر فارتر وكارولين وألبرت. الشاعر فارتر يحب شارلوت التي تحب فارتر لكنها مخطوبة لألبرت. يغادر فارتر ويعود ليجد شارلوت قد تزوجت. تتوسل إليه أن يدعها وشأنها لكن لدى اكتشاف أن زوجها أقرضه مسدس تسرع في العاصفة لتجده قد مات. كما نتخيل الأوبرا مميزة للآهات في معظم الموسيقى وتتفاخر بلحظات من المناخ المثير. كما يعكس انبهار ماسنيه بنفسية النساء وإذا افتقرت تشارلوت بعض عمق بطلات بوتشيني. مع ذلك يعطيها ماسنيه جاذبية متعاطفة وشديدة الإقناع. الفصل الأول يضم أغلب أروع كتابات العمل لكن الفصل الثالث مشهد الصلح ربما أكثر استعراض مبهر لفهم ماسنيه للصوت البشري، في حين التطور المركب رائع نحو مأساة وفاة فارتر لا ينسى.

## وصلات خارجية
- جول ماسينيه على موقع IMDb (الإنجليزية)
- جول ماسينيه على موقع الموسوعة البريطانية (الإنجليزية)
- جول ماسينيه على موقع ميوزك برينز (الإنجليزية)
- جول ماسينيه على موقع قاعدة بيانات برودواي على الإنترنت (الإنجليزية)
- جول ماسينيه على موقع إن إن دي بي (الإنجليزية)
- جول ماسينيه على موقع أول ميوزيك (الإنجليزية)
- جول ماسينيه على موقع ديسكوغز (الإنجليزية)
- جول ماسينيه على موقع قاعدة بيانات الفيلم (الإنجليزية)

1. ↑   http://www.academiedesbeauxarts.fr/actualites/page.php?id=550. {{استشهاد ويب}}: |url= بحاجة لعنوان (مساعدة) والوسيط |title= غير موجود أو فارغ (من ويكي بيانات) (مساعدة)
2. 1 2  Archivio Storico Ricordi، QID:Q3621644
3. ↑   http://www2.culture.gouv.fr/LH/LH162/PG/FRDAFAN83_OL1778038V001.htm. {{استشهاد ويب}}: |url= بحاجة لعنوان (مساعدة) والوسيط |title= غير موجود أو فارغ (من ويكي بيانات) (مساعدة)
4. ↑  Internet Movie Database (بالإنجليزية), QID:Q37312
5. 1 2 3  The Rough Guide to Classical Music